# Mercedes-Benz SLS AMG
Mercedes-Benz SLS AMG är en sportbil, som den tyska biltillverkaren Mercedes-Benz introducerade på bilsalongen i Frankfurt i september 2009. Försäljningen startade våren 2010. På Frankfurt-salongen i september 2011 tillkom den öppna versionen SLS AMG Roadster.

## Mercedes-Benz SLS AMG
Bilen är utvecklad av och byggs hos dotterbolaget Mercedes-AMG. Motorn är AMG:s 6,2-liters V8, trimmad till 420 kW (571 hk) och försedd med torrsumpsmörjning för att sänka tyngdpunkten. Den är monterad mellan framaxeln och passagerarutrymmet. Drivkraften överförs via en kardanaxel i kolfiber till en nyutvecklad sjuväxlad dubbelkopplingslåda placerad bak vid differentialväxeln.
Karossen är uppbyggd med en space frame i aluminium, liknande Audi A8 och R8, som kläs med aluminiumpaneler. Bilen har måsvingedörrar, precis som femtiotalets 300 SL.

### Tekniska data
| Tekniska data               | SLS AMG                                                               | SLS AMG GT                                                            | SLS AMG Black Series                                                  |
| --------------------------- | --------------------------------------------------------------------- | --------------------------------------------------------------------- | --------------------------------------------------------------------- |
| Motor:                      | M159: 8-cylindrig 90° V-motor                                         | M159: 8-cylindrig 90° V-motor                                         | M159: 8-cylindrig 90° V-motor                                         |
| Cylindervolym:              | 6208 cm³                                                              | 6208 cm³                                                              | 6208 cm³                                                              |
| Max effekt vid varvtal:     | 571 hk vid 6 800 v/min                                                | 591 hk vid 6 800 v/min                                                | 631 hk vid 7 400 v/min                                                |
| Max vridmoment vid varvtal: | 650 Nm vid 4 750 v/min                                                | 650 Nm vid 4 750 v/min                                                | 635 Nm vid 5 500 v/min                                                |
| Ventilstyrning:             | Dubbla överliggande kamaxlar per cylinderrad, 4 ventiler per cylinder | Dubbla överliggande kamaxlar per cylinderrad, 4 ventiler per cylinder | Dubbla överliggande kamaxlar per cylinderrad, 4 ventiler per cylinder |
| Bränslesystem:              | Bränsleinsprutning                                                    | Bränsleinsprutning                                                    | Bränsleinsprutning                                                    |
| Växellåda:                  | 7-växlad växellåda med dubbelkoppling, transaxel                      | 7-växlad växellåda med dubbelkoppling, transaxel                      | 7-växlad växellåda med dubbelkoppling, transaxel                      |
| Bromsar:                    | Ventilerade skivbromsar, ABS. Tillval: keramiska skivbromsar          | Ventilerade skivbromsar, ABS. Tillval: keramiska skivbromsar          | Ventilerade skivbromsar, ABS. Tillval: keramiska skivbromsar          |
| Hjulupphängning fram & bak: | Dubbla tvärlänkar, skruvfjädrar                                       | Dubbla tvärlänkar, skruvfjädrar                                       | Dubbla tvärlänkar, skruvfjädrar                                       |
| Chassi & kaross:            | Space frame av aluminium med aluminiumkaross                          | Space frame av aluminium med aluminiumkaross                          | Space frame av aluminium med aluminiumkaross                          |
| Fälgar, däck:               | Fram: 9,5Jx19 med 265/35 R19 Bak: 11Jx20 med 295/30 R20               | Fram: 9,5Jx19 med 265/35 R19 Bak: 11Jx20 med 295/30 R20               | Fram: 9,5Jx19 med 265/35 R19 Bak: 11Jx20 med 295/30 R20               |
| Acceleration 0 – 100 km/h:  | 3,8 s                                                                 | 3,7 s                                                                 | 3,6 s                                                                 |
| Toppfart:                   | 317 km/h                                                              | 320 km/h                                                              | 315 km/h                                                              |

## Mercedes-Benz SLS AMG E-Cell
På bilsalongen i Detroit i januari 2011 visades elbilen Mercedes-Benz SLS AMG E-Cell. Bilen drivs av fyra elmotorer, en vid vardera hjulet, med en sammanlagd effekt på 525 hk. Motorerna får sin kraft från ett litiumjonbatteri på 48 kWh. Totalt levererades 9 exemplar till kund.

## Mercedes-Benz SLS AMG GT3
Mercedes-Benz SLS AMG GT3 är en tävlingsversion avsedd för bland annat FIA GT3-EM.

## Bilder

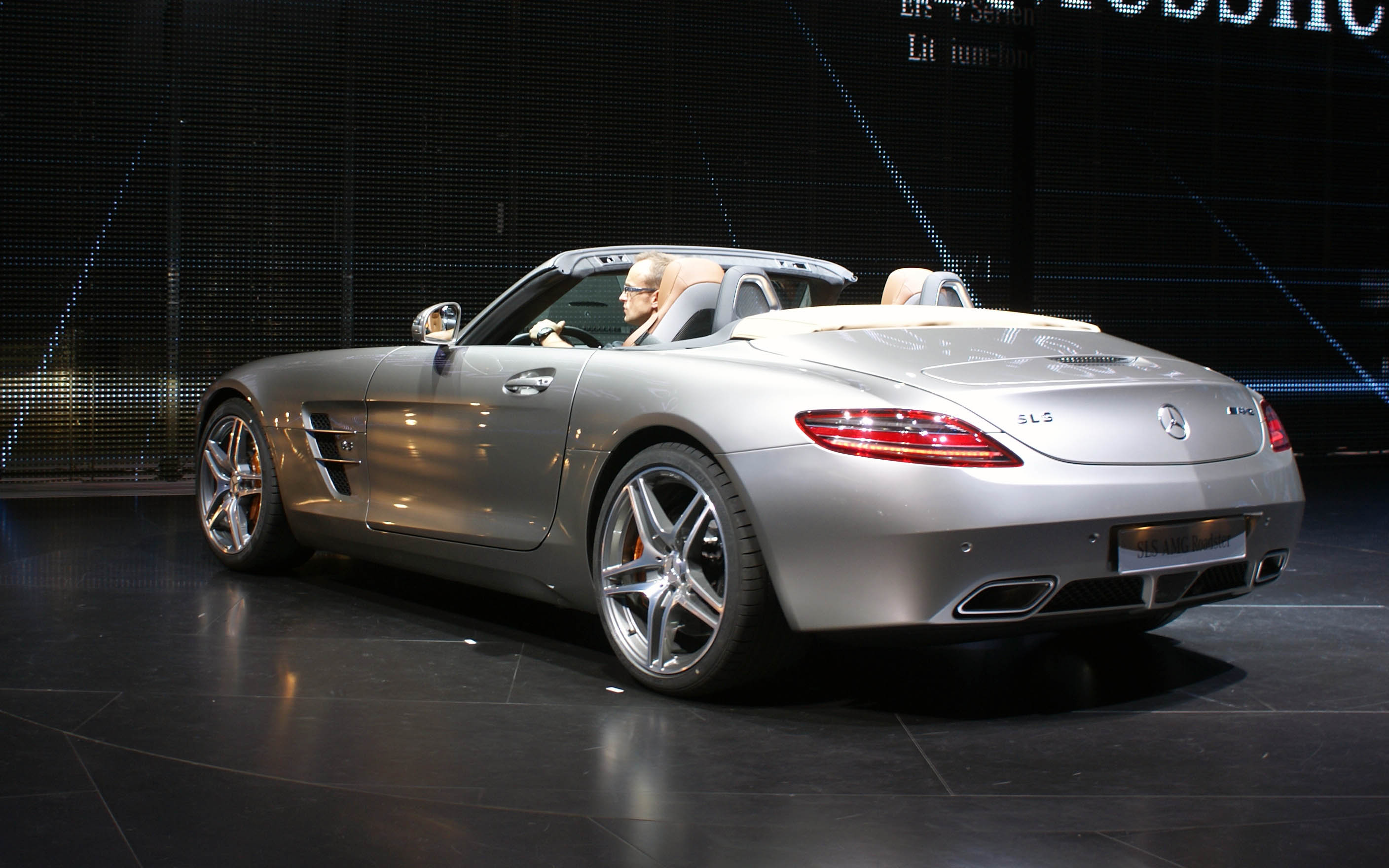
SLS AMG Roadster
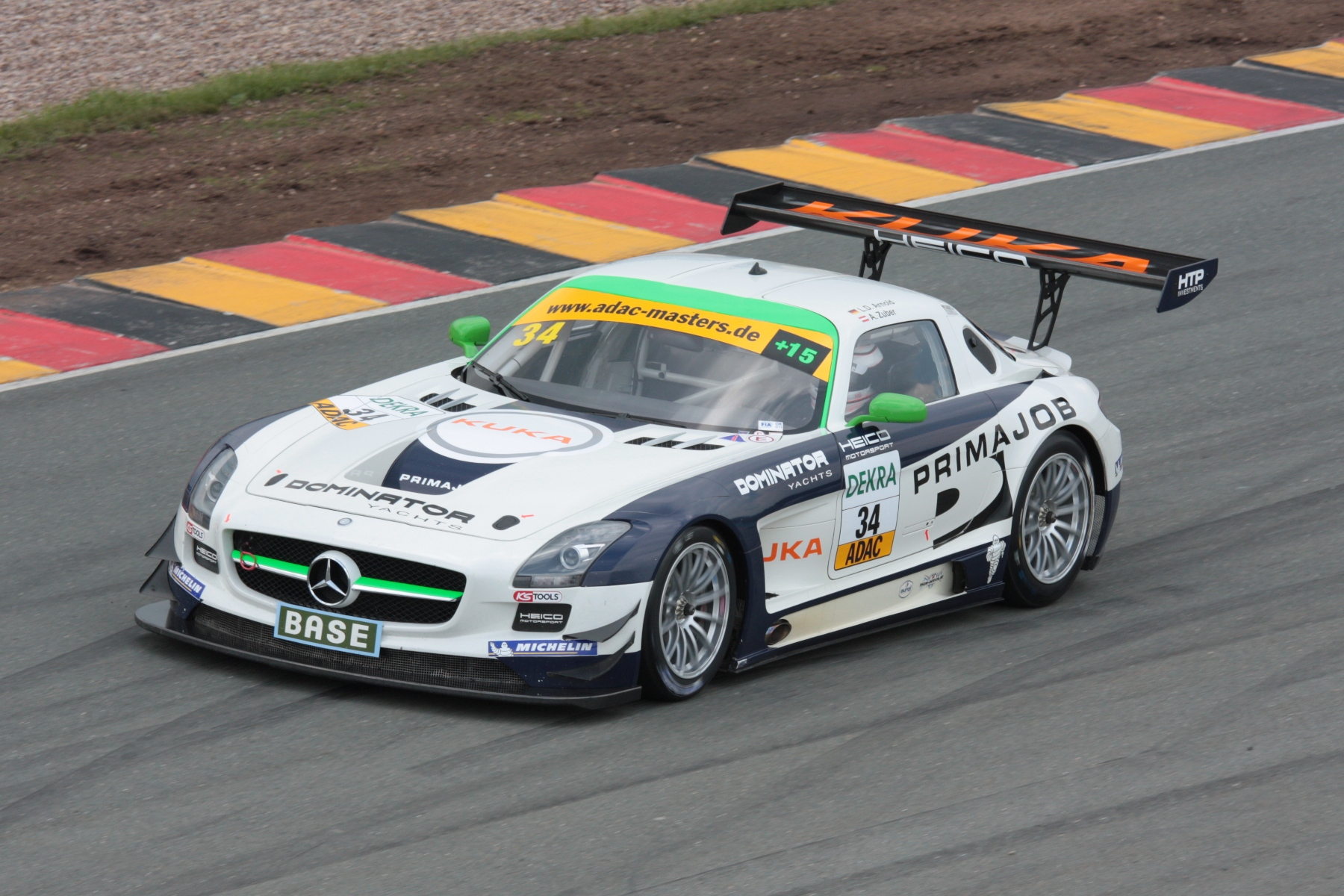
SLS AMG GT3